# Список высших учебных заведений Оренбургской области
В список высших учебных заведений Оренбургской области включены образовательные учреждения высшего и высшего профессионального образования, находящиеся на территории Оренбургской области и имеющие действующую лицензию на образовательную деятельность. Список вузов приведён в соответствии с данными сводного реестра лицензий, в список филиалов включены организации, участвовавшие в мониторинге Министерства образования и науки Российской Федерации 2016 года. По состоянию на 20 февраля 2016 года в Оренбургской области действующую лицензию имели 6 вузов и 13 филиалов.
Филиалы вузов, головные организации которых находятся в иных субъектах федерации, сгруппированы в отдельном списке. Порядок следования элементов списка — алфавитный.

## Список высших образовательных учреждений
| Название                                                                   | Категория         | Статус      | Год основания | Месторасположение | Число студентов |
| -------------------------------------------------------------------------- | ----------------- | ----------- | ------------- | ----------------- | --------------- |
| Оренбургская духовная семинария                                            | негосударственный | семинария   | 1884          | Оренбург          |                 |
| Оренбургский государственный аграрный университет                          | государственный   | университет | 1930          | Оренбург          | 9583            |
| Оренбургский государственный институт искусств имени Л. и М. Ростроповичей | государственный   | университет | 1997          | Оренбург          | 279             |
| Оренбургский государственный медицинский университет                       | государственный   | университет | 1944          | Оренбург          | 3937            |
| Оренбургский государственный педагогический университет                    | государственный   | университет | 1915          | Оренбург          | 5706            |
| Оренбургский государственный университет                                   | государственный   | университет | 1955          | Оренбург          | 16772           |

## Список филиалов высших образовательных учреждений
| Название                                                                                                   | Категория         | Статус      | Год основания | Месторасположение | Месторасположение головной организации | Число студентов |
| --- | ----------------- | ----------- | ------------- | ----------------- | -------------------------------------- | --------------- |
| Бузулукский гуманитарно-технологический институт (филиал Оренбургского государственного университета)      | государственный   | институт    | 1995          | Бузулук           | Оренбург                               | 1832            |
| Новотроицкий филиал Национального исследовательского технологического университета «МИСиС»                 | государственный   | университет | 1992          | Новотроицк        | Москва                                 | 482             |
| Оренбургский институт (филиал Московского государственного юридического университета имени О. Е. Кутафина) | государственный   | университет | 1941          | Оренбург          | Москва                                 | 1821            |
| Оренбургский филиал Академии труда и социальных отношений                                                  | негосударственный | академия    | 1919          | Оренбург          | Москва                                 | 722             |
| Оренбургский филиал Российской академии народного хозяйства и государственной службы                       | государственный   | академия    |               | Оренбург          | Москва                                 | 927             |
| Оренбургский филиал Российского экономического университета имени Г. В. Плеханова                          | государственный   | университет | 1962          | Оренбург          | Москва                                 | 1018            |
| Оренбургский филиал Поволжского государственного университета телекоммуникаций и информатики               | государственный   | университет | 2001          | Оренбург          | Самара                                 | 637             |
| Оренбургский институт путей сообщения (филиал Самарского государственного университета путей сообщения)    | государственный   | институт    | 1957          | Оренбург          | Самара                                 | 423             |
| Орский гуманитарно-технологический институт (филиал Оренбургского государственного университета)           | государственный   | институт    | 1998          | Орск              | Оренбург                               | 2901            |
| Орский филиал Московского финансово-юридического университета                                              | негосударственный | университет | 1998          | Орск              | Москва                                 | 1680            |
| Филиал в Оренбурге Московского технологического института                                                  | негосударственный | институт    | 2003          | Оренбург          | Москва                                 | 2597            |
| Филиал в Оренбурге Российский государственный университет нефти и газа имени И. М. Губкина                 | государственный   | университет | 1984          | Оренбург          | Москва                                 | 1478            |
| Филиал в Орске Самарского государственного университета путей сообщения                                    | государственный   | университет | 1989          | Орск              | Самара                                 | 327             |